# 761 a.C.
Il 761 a.C. (DCCLXI a.C. in numeri romani) è un anno  dell'VIII secolo a.C.

## Eventi
- Fondazione da parte dei Greci della città di Milazzo, in Sicilia